# Sông Loire

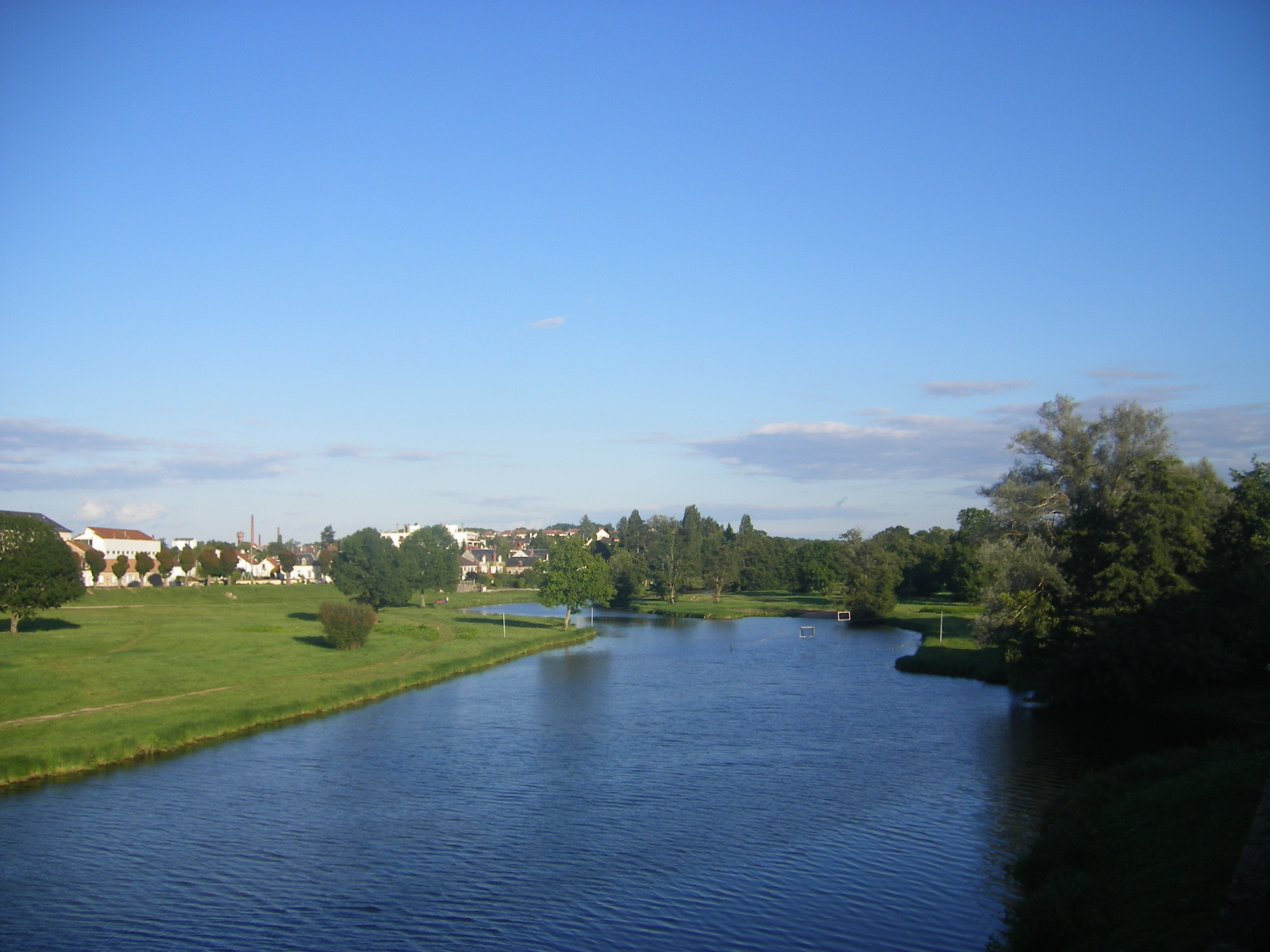
Sông Loa tại Decize

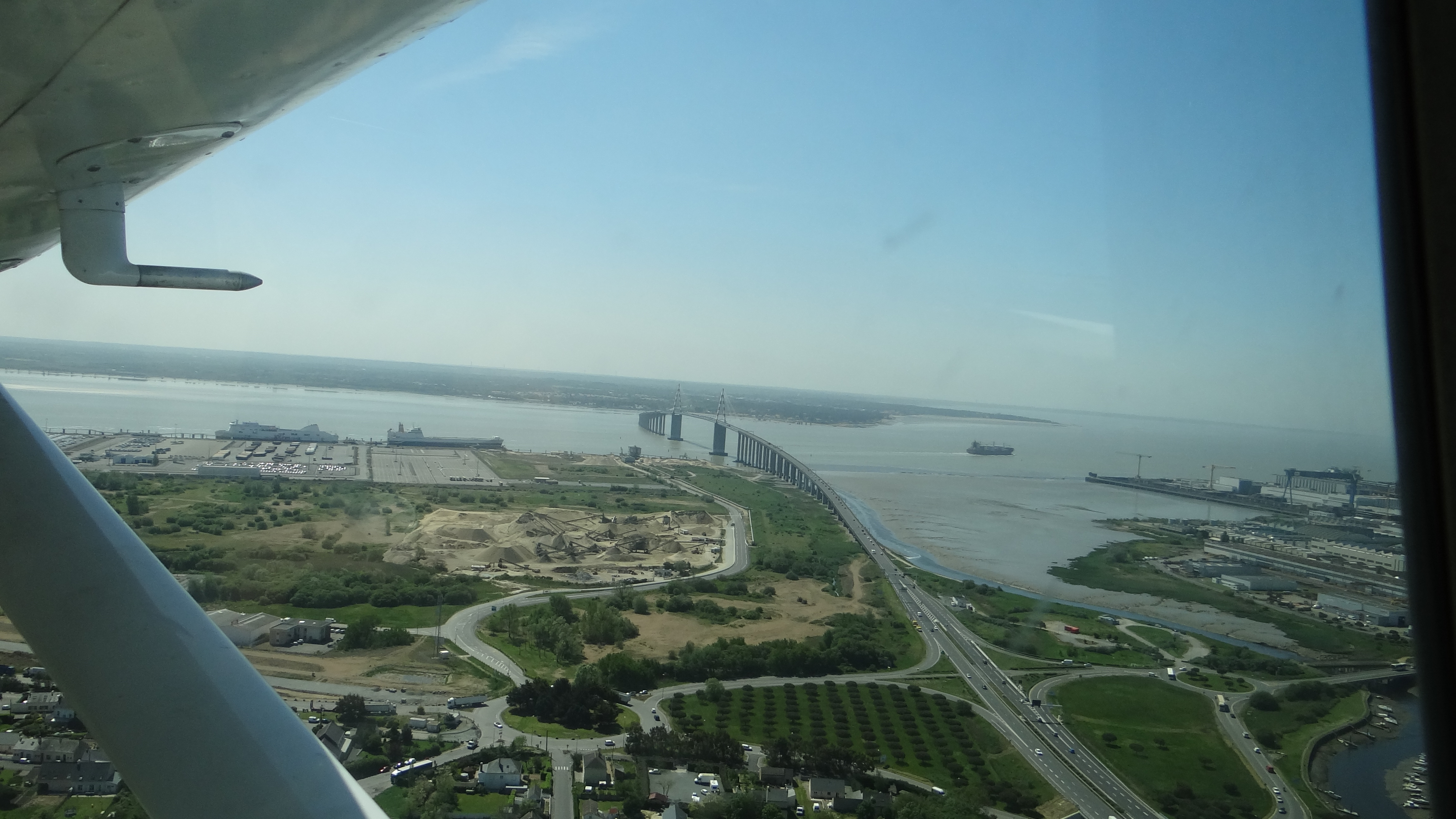
Sông Loa at Saint-Nazaire

Sông Loa (phát âm tiếng Pháp: [lwaʁ]) là con sông dài nhất nước Pháp. Sông này có tổng chiều dài 1013 km, có lưu vực rộng 117.000 km2, chiếm hơn 1/5 diện tích nước Pháp. Sông bắt nguồn từ Cévennes ở tỉnh Ardèche tại độ cao 1408 m gần Mont Gerbier de Jonc và chảy qua một đoạn dài 1000 km phía bắc từ Nevers đến Orléans, sau đó chảy theo hướng tây qua Tours và Nantes cho đến khi đến vịnh Biscay tại St Nazaire. Các chi lưu chính của sông này gồm có sông Maine, sông Nièvre và sông Erdre ở hữu ngạn, sông Allier, sông Cher, sông Indre, sông Vienne, và sông Sèvre Nantaise ở tả ngạn. Sông Loire là nguồn gốc tên gọi cho 6 tỉnh của Pháp (départements): Loire, Haute-Loire, Loire-Atlantique, Indre-et-Loire, Maine-et-Loire, và Saône-et-Loire. Phần trung tâm của thung lũng sông Loa đã được liệt kê vào danh sách di sản thế giới UNESCO ngày 2 tháng 12 năm 2000. Hai bên sông này có các vườn nho, các lâu đài ở thung lũng Loire.

## Các sông nhánh
Các nhánh của sông Loire tỉnh từ nguồn xuống:
- Sèvre Nantaise (tại Nantes)
- Erdre (tại Nantes)
- Èvre (tại Le Marillais)
- Layon (tại Chalonnes-sur-Loire)
- Maine (gần Angers)
  - Mayenne (gần Angers)
    - Oudon (tại Le Lion-d'Angers)
      - Verzée (tại Segré)

    - Ernée (tại Saint-Jean-sur-Mayenne)

  - Sarthe (gần Angers)
    - Loir (phía bắc Angers)
      - Braye (tại Pont-de-Braye)
      - Aigre (gần Cloyes-sur-le-Loir)
      - Yerre (gần Cloyes-sur-le-Loir)
      - Conie (gần Châteaudun)
      - Ozanne (tại Bonneval)

    - Vaige (tại Sablé-sur-Sarthe)
    - Vègre (tại Avoise)
    - Huisne (tại Le Mans)
- Thouet (gần Saumur)
  - Dive (gần Saint-Just-sur-Dive)
  - Losse (gần Montreuil-Bellay)
  - Argenton (gần Saint-Martin-de-Sanzay)
  - Thouaret (gần Taizé)
  - Cébron (gần Saint-Loup-sur-Thouet)
  - Palais (gần Parthenay)
  - Viette (gần Parthenay)
- Vienne (tại Candes-Saint-Martin)
  - Creuse (north of Châtellerault)
    - Gartempe (tại La Roche-Posay)
      - Anglin (tại Angles-sur-l'Anglin)
        - Salleron (tại Ingrandes)
        - Benaize (tại Saint-Hilaire-sur-Benaize)
        - Abloux (tại Prissac)

      - Brame (tại Darnac)
      - Semme (tại Droux)

    - Petite Creuse (tại Fresselines)

  - Clain (tại Châtellerault)
    - Clouère (tại Château-Larcher)

  - Briance (tại Condat-sur-Vienne)
  - Taurion (tại Saint-Priest-Taurion)
- Indre (east of Candes-Saint-Martin)
  - Indrois (tại Azay-sur-Indre)
- Cher (tại Villandry)
  - Sauldre (tại Selles-sur-Cher)
    - Rère (tại Villeherviers)

  - Arnon (gần Vierzon)
  - Yèvre (tại Vierzon)
    - Auron (tại Bourges)
    - Airain (tại Savigny-en-Septaine)

  - Tardes (tại Évaux-les-Bains)
    - Voueize (tại Chambon-sur-Voueize)
- Beuvron (tại Chaumont-sur-Loire)
  - Cosson (tại Candé-sur-Beuvron)
- Loiret (tại Orléans)
- Vauvise (tại Saint-Satur)
- Allier (gần Nevers)
  - Sioule (tại La Ferté-Hauterive)
    - Bouble (tại Saint-Pourçain-sur-Sioule)

  - Dore (gần Puy-Guillaume)
  - Allagnon (gần Jumeaux)
  - Senouire (gần Brioude)
  - Ance (tại Monistrol-d'Allier)
  - Chapeauroux (tại Saint-Christophe-d'Allier)
- Nièvre (tại Nevers)
- Acolin (gần Decize)
- Aron (tại Decize)
  - Alène (tại Cercy-la-Tour)
- Besbre (gần Dompierre-sur-Besbre)
- Arroux (tại Digoin)
  - Bourbince (tại Digoin)
- Arconce (tại Varenne-Saint-Germain)
- Lignon du Forez (tại Feurs)
- Furan (tại Andrézieux-Bouthéon)
- Lignon du Velay (tại Monistrol-sur-Loire)

## Các khu vực dân cư
- Ardèche
- Haute-Loire: Le Puy-en-Velay
- Loire: Feurs, Roanne
- Saône-et-Loire: Digoin
- Allier

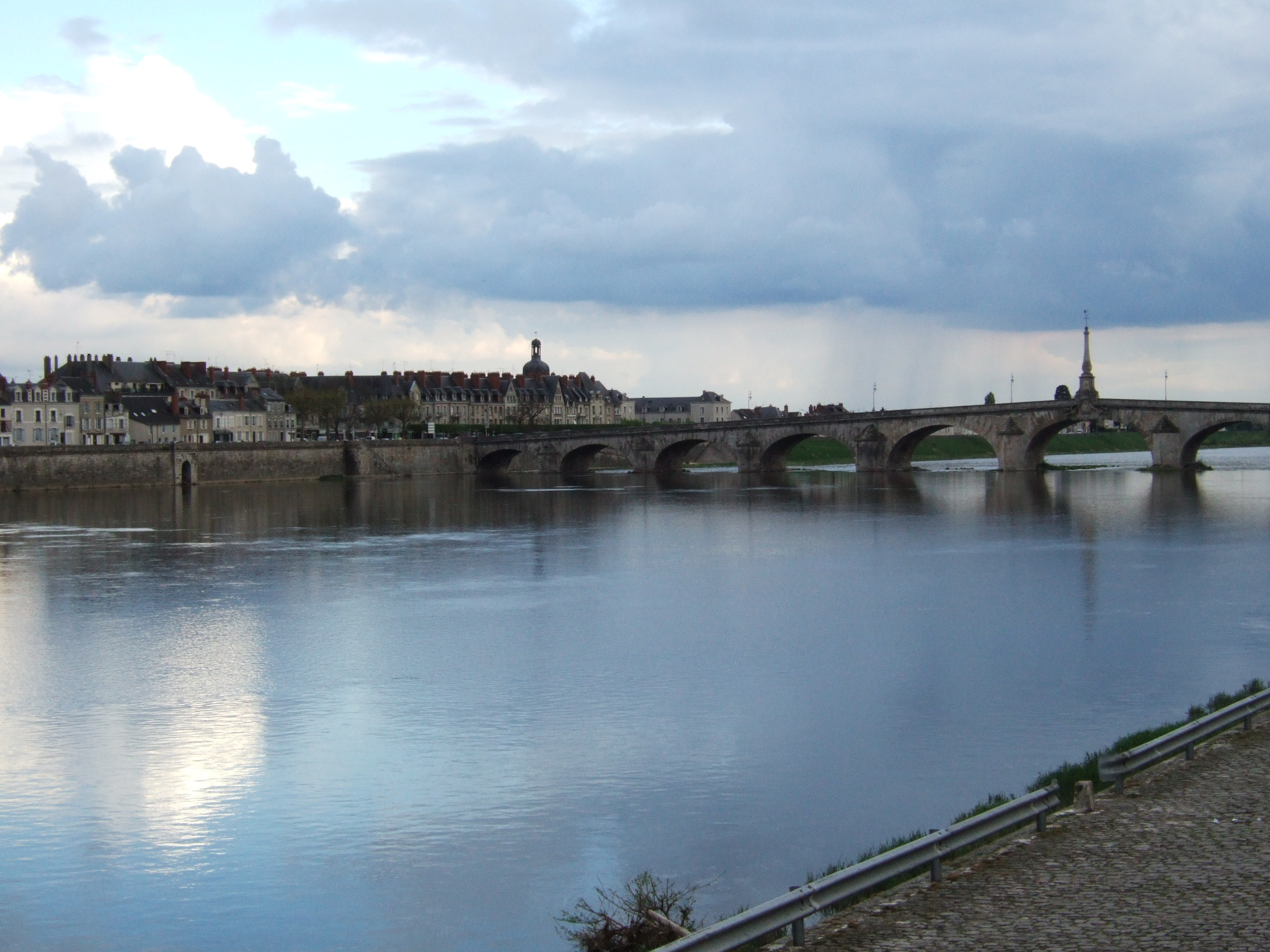
Sông Loire khi chảy qua Blois.

- Nièvre: Decize, Nevers, La Charité-sur-Loire, Cosne-Cours-sur-Loire
- Cher: Sancerre
- Loiret: Briare, Gien, Orléans
- Loir-et-Cher: Blois
- Indre-et-Loire: Amboise, Tours
- Maine-et-Loire: Saumur
- Loire-Atlantique: Ancenis, Nantes, Saint-Nazaire